# Saint-Léger-lès-Domart
Pour les articles homonymes, voir Saint-Léger et Domart.
Saint-Léger-lès-Domart est une commune française située dans le département de la Somme, en région Hauts-de-France.  

## Géographie

### Localisation
Saint-Léger-lès-Domart est un bourg picard entre Ponthieu et Amiénois.
Limitrophe de Domart-en-Ponthieu, la localité est située à 6 km au nord-est de Flixecourt, 9 km au sud de Bernaville, 18 km au sud-ouest de Doullens, 20,9 km au nord-ouest d'Amiens et à 23 km au sud-ouest d'Abbeville à vol d'oiseau.
Le territoire de la commune est limitrophe de ceux de sept communes.
Les communes limitrophes sont Berneuil, Berteaucourt-les-Dames, Domart-en-Ponthieu, Pernois, Saint-Ouen, Surcamps et Ville-le-Marclet.

### Géologie et relief
Le sol et le sous-sol sont de nature tertiaire, le diluvium des plateaux. Sous la couche végétale de 30 cm d'épaisseur, on trouve des terrains du crétacé successivement : craie glauconieuse, craie marneuse, craie blanche, craie jaune. Dans la vallée on rencontre des terrains bieffeux.
Le relief de la commune se caractérise par la présence de vallées, d'un plateau et de collines.

### Milieux naturels et biodiversité
La commune de Saint-Léger-lès-Domart est incluse dans la zone naturelle d'intérêt écologique, faunistique et floristique (ZNIEFF) de type 1, « cours de la Nièvre, de la Domart et de la Fieffes ».

### Hydrographie

#### Réseau hydrographique
La commune est située dans le bassin Artois-Picardie. Elle est drainée par la Nièvre, le Domart et le Saint-Léger-lès-Domart,.
La Nièvre, d'une longueur de 22 km, prend sa source dans la commune de Naours et se jette  dans la Somme canalisée à L'Étoile, après avoir traversé 13 communes.
Le Domart, d'une longueur de 11 km, prend sa source dans la commune de Domesmont et se jette  dans la Nièvre à Berteaucourt-les-Dames, après avoir traversé six communes.
La nappe souterraine est située à 12 m en dessous du niveau du sol.

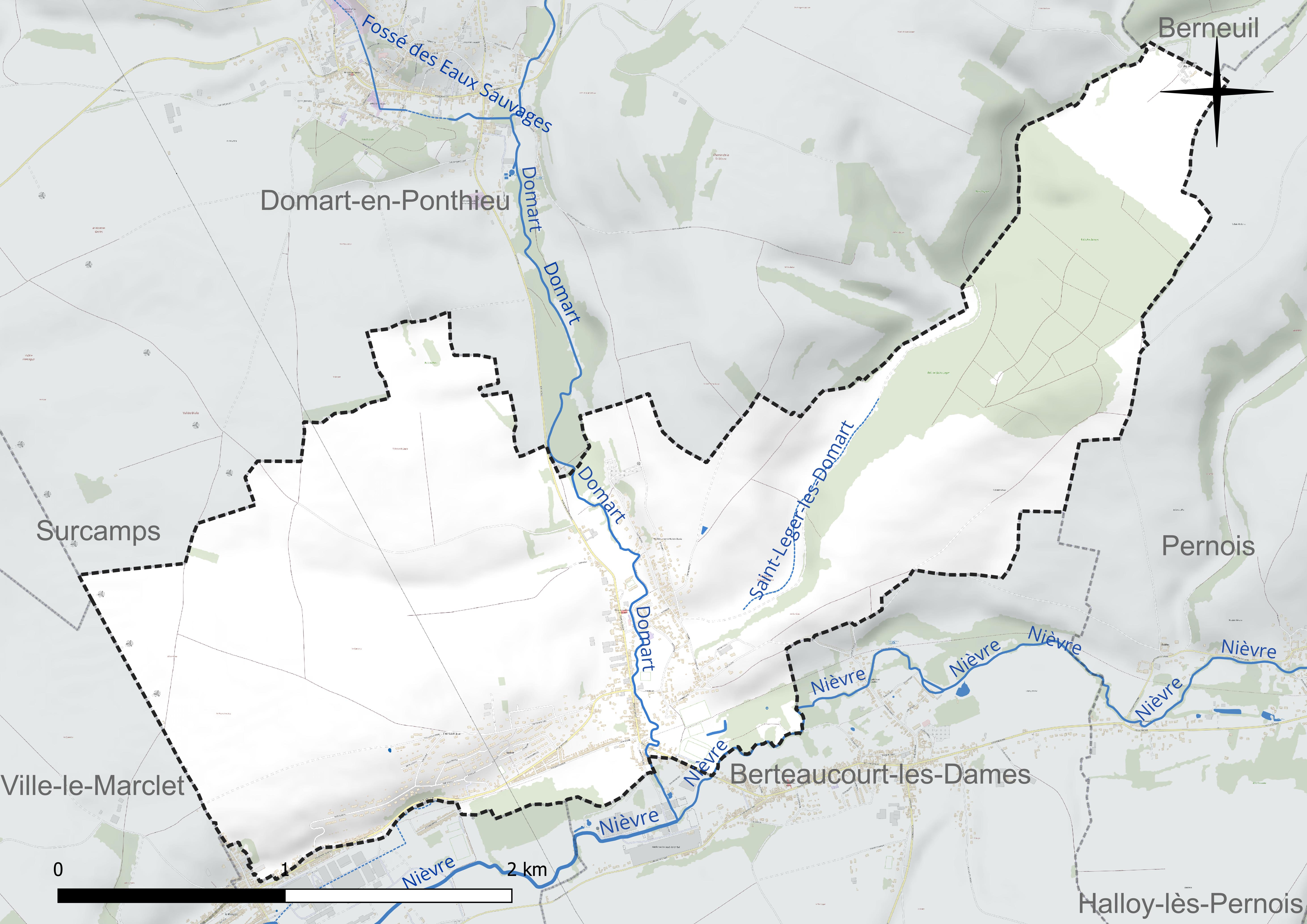
Réseau hydrographique de Saint-Léger-lès-Domart.

#### Gestion et qualité des eaux
Le territoire communal est couvert par le schéma d'aménagement et de gestion des eaux (SAGE) « Somme aval et Cours d'eau côtiers ». Ce document de planification concerne un territoire de 1 835 km2 de superficie, délimité par le bassin versant de la Somme canalisée. Le périmètre a été arrêté le 29 avril 2010 et le SAGE proprement dit a été approuvé le 6 août 2019. La structure porteuse de l'élaboration et de la mise en œuvre est le syndicat mixte d'aménagement hydraulique du bassin versant de la Somme (AMEVA).
La qualité des cours d'eau peut être consultée sur un site dédié géré par les agences de l'eau et l'Agence française pour la biodiversité.

### Climat
Pour des articles plus généraux, voir Climat des Hauts-de-France et Climat de la Somme.
En 2010, le climat de la commune est de type climat océanique altéré, selon une étude du CNRS s'appuyant sur une série de données couvrant la période 1971-2000. En 2020, Météo-France publie une typologie des climats de la France métropolitaine dans laquelle la commune est exposée à un climat océanique et est dans la région climatique Côtes de la Manche orientale, caractérisée par un faible ensoleillement (1 550 h/an) ; forte humidité de l'air (plus de 20 h/jour avec humidité relative > 80 % en hiver), vents forts fréquents.
Pour la période 1971-2000, la température annuelle moyenne est de 10,6 °C, avec une amplitude thermique annuelle de 13,6 °C. Le cumul annuel moyen de précipitations est de 753 mm, avec 11,8 jours de précipitations en janvier et 8,3 jours en juillet. Pour la période 1991-2020, la température moyenne annuelle observée sur la station météorologique la plus proche, située sur la commune de Bernaville à 9 km à vol d'oiseau, est de 10,4 °C et le cumul annuel moyen de précipitations est de 877,3 mm,. Pour l'avenir, les paramètres climatiques de la commune estimés pour 2050 selon différents scénarios d'émission de gaz à effet de serre sont consultables sur un site dédié publié par Météo-France en novembre 2022.

## Urbanisme

### Typologie
Au 1er janvier 2024, Saint-Léger-lès-Domart est catégorisée bourg rural, selon la nouvelle grille communale de densité à sept niveaux définie par l'Insee en 2022.
Elle appartient à l'unité urbaine de Saint-Léger-lès-Domart, une agglomération intra-départementale regroupant sept  communes, dont elle est ville-centre,,. Par ailleurs la commune fait partie de l'aire d'attraction d'Amiens, dont elle est une commune de la couronne,. Cette aire, qui regroupe 369 communes, est catégorisée dans les aires de 200 000 à moins de 700 000 habitants,.

### Occupation des sols
L'occupation des sols de la commune, telle qu'elle ressort de la base de données européenne d'occupation biophysique des sols Corine Land Cover (CLC), est marquée par l'importance des territoires agricoles (73,5 % en 2018), en diminution par rapport à 1990 (76,1 %). La répartition détaillée en 2018 est la suivante : 
terres arables (64,3 %), forêts (14,7 %), zones urbanisées (11,8 %), prairies (5,4 %), zones agricoles hétérogènes (3,8 %). L'évolution de l'occupation des sols de la commune et de ses infrastructures peut être observée sur les différentes représentations cartographiques du territoire : la carte de Cassini (XVIIIe siècle), la carte d'état-major (1820-1866) et les cartes ou photos aériennes de l'IGN pour la période actuelle (1950 à aujourd'hui).

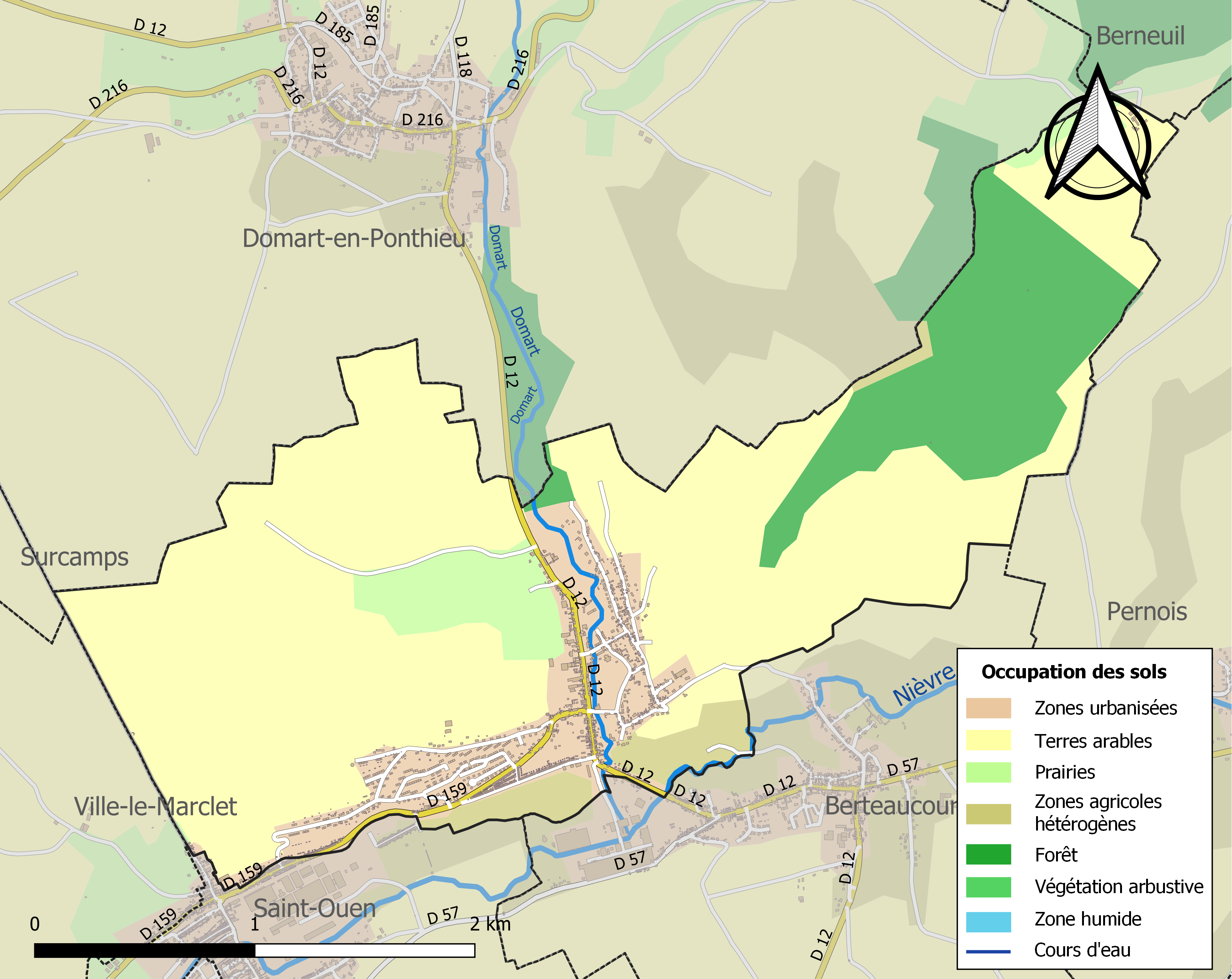
Carte des infrastructures et de l'occupation des sols de la commune en 2018 (CLC).

### Habitat
Saint-Léger-lès-Domart est une composante de la nébuleuse urbaine de la vallée de la Nièvre qui s'est constituée à partir du XIXe siècle avec l'implantation des usines textiles Saint Frères et la création de cités ouvrières, telle la cité Saint-Jean.

### Voies de communication et transports
Saint-Léger est traversée par la route départementale 12 reliant Amiens à Domart-en-Ponthieu.
- Transports en commun routiers : la localité est desservie par la ligne d'autocars no 24 (Doullens - Domart-en-Ponthieu), la ligne no 55 (Domart-en-Ponthieu - Amiens) et la ligne no 28 (Saint-Léger - Flixecourt - Amiens) du réseau inter-urbain Trans'80, Hauts-de-France, tous les jours sauf le dimanche et les jours fériés[23].

## Toponymie
Le nom de la localité est attesté sous les formes S. Leodegarius (1109) ; Saint Ligier (1301) ; S. Loix (1592) ; S. Leger (1646) ; S. Léger l'Espinoy (1753) ; S. Léger l'Epinoy (1764) ; S. Leger-en-Ponthieu (17..) ; S. Leger-Epinoy (1826-31) ; S. Léger-les-Domart (1857),.
Saint-Léger est un hagiotoponyme qui fait référence à Léger d'Autun ou Léodegard (en latin Leodegarius) né vers 616 et mort en 678 ou 679 dans la région de Doullens en Picardie dont il fut l'évêque. L'église de la commune lui est dévouée.
La préposition « lès » permet de signifier la proximité d'un lieu géographique par rapport à un autre lieu. En règle générale, il s'agit d'une localité qui tient à se situer par rapport à une ville voisine plus grande. La commune de Saint-Léger indique qu'elle se situe près de Domart-en-Ponthieu.

## Histoire

### Antiquité
L'archéologie aérienne a révélé la présence de vestiges d'enclos antiques sur le territoire communal.

### Époque moderne
Des actes administratifs du XVIIe siècle mentionnent le village et le château. Le seigneur de Saint-Léger était alors le chevalier Nicolas Henry Le Roy.

### Époque contemporaine
Les conscrits venaient demander de tirer le bon numéro à l'arbre de la Croix Notre-Dame pour ne pas partir à la guerre, à Saint-Léger-lès-Domart.
En 1836, l'activité textile à Saint-Léger était encore modeste. On constate une forte augmentation entre 1836 à 1851 : on passa de 6 à 109 fileuses, de 2 à 14 tisserands et 64 ouvriers tisserands et deux fabricants de toile.
La création, en 1861, de la filature et tissage de jute Saint Frères à Harondel, dans la commune voisine de Berteaucourt-les-Dames stimula la croissance démographique de Saint-Léger-lès-Domart entre 1875 et 1925. En 1872, on comptait 55 fileuses, 228 tisserands et tisseuses et 4 employés de fabrique dans la commune. En 1881, on comptait 866 ouvriers de fabrique et 13 tisserands.
En 1874, fut construite la voie ferrée de Longpré-les-Corps-Saints à Canaples et la gare de Saint-Léger. La cité Saint-Charles fut construite aux abords de la gare et comptait 50 logements en 1881. L'extension de l'agglomération se fit ensuite sur la route nouvelle reliant Saint-Ouen à Saint-Léger. Une deuxième phase de construction agrandit la cité Saint-Charles ; en 1906, elle comptait 128 logements.
En 1878, à cause de l'accroissement de la population, la capacité d'accueil de l'école était insuffisante. En hiver, elle était alors fréquentée par plus d'une centaine d'élèves, répartis dans la salle de classe et dans la cuisine de l'instituteur !  À partir de 1900, la municipalité loue le château voisin et y transféra l'école de garçons. La commune fit l'acquisition du bâtiment en 1904 et y installa également la mairie et la poste.
Une salle des fêtes est construite en 1928 et, en 1932, une nouvelle mairie.

## Politique et administration

### Liste des maires
| Période                                  | Période                   | Identité       | Étiquette | Qualité                                               |
| ---------------------------------------- | ------------------------- | -------------- | --------- | ----------------------------------------------------- |
| Les données manquantes sont à compléter. |                           |                |           |                                                       |
| 1989                                     | mars 2001                 | Louis Devise   |           | Président de la CC du Val de Nièvre (1995 → 2001)     |
| mars 2001                                | mai 2020                  | Daniel Laurent |           | Vice-président de la CC Nièvre et Somme (2017 → 2020) |
| mai 2020                                 | En cours (au 29 mai 2020) | Michel Henry   |           | Vice-président de la CC Nièvre et Somme (2020 → )     |

### Jumelages
West Mersea (Grande-Bretagne) depuis 1992

## Population et société

### Démographie
L'évolution du nombre d'habitants est connue à travers les recensements de la population effectués dans la commune depuis 1793. Pour les communes de moins de 10 000 habitants, une enquête de recensement portant sur toute la population est réalisée tous les cinq ans, les populations de référence des années intermédiaires étant quant à elles estimées par interpolation ou extrapolation. Pour la commune, le premier recensement exhaustif entrant dans le cadre du nouveau dispositif a été réalisé en 2006.

En 2022, la commune comptait 1 813 habitants, en évolution de −2,16 % par rapport à 2016 (Somme : −1,26 %, France hors Mayotte : +2,11 %).
| 1793 | 1800 | 1806 | 1821 | 1831 | 1836 | 1841 | 1846 | 1851 |
| ---- | ---- | ---- | ---- | ---- | ---- | ---- | ---- | ---- |
| 368  | 383  | 421  | 420  | 485  | 489  | 499  | 510  | 538  |

| 1856 | 1861 | 1866 | 1872 | 1876  | 1881  | 1886  | 1891  | 1896  |
| ---- | ---- | ---- | ---- | ----- | ----- | ----- | ----- | ----- |
| 545  | 545  | 601  | 837  | 1 125 | 1 404 | 1 574 | 1 554 | 1 716 |

| 1901  | 1906  | 1911  | 1921  | 1926  | 1931  | 1936  | 1946  | 1954  |
| ----- | ----- | ----- | ----- | ----- | ----- | ----- | ----- | ----- |
| 2 054 | 1 970 | 1 789 | 1 657 | 1 671 | 1 477 | 1 556 | 1 496 | 1 640 |

| 1962  | 1968  | 1975  | 1982  | 1990  | 1999  | 2006  | 2011  | 2016  |
| ----- | ----- | ----- | ----- | ----- | ----- | ----- | ----- | ----- |
| 1 762 | 2 126 | 2 105 | 1 940 | 1 716 | 1 758 | 1 751 | 1 871 | 1 853 |

| 2021  | 2022  | - | - | - | - | - | - | - |
| ----- | ----- | - | - | - | - | - | - | - |
| 1 827 | 1 813 | - | - | - | - | - | - | - |

### Enseignement
L'école primaire Dolto/Ferry compte 298 élèves  à la rentrée scolaire 2017. Elle est située dans l'académie d'Amiens, en zone B pour les vacances scolaires.

## Économie

### Activités économiques et de services
L'industrie textile a pratiquement disparu, subsistent des activités artisanales et commerciales de proximité.

## Culture locale et patrimoine

### Lieux et monuments
- Château : édifié en brique et pierre, en 1632, pour François de Groiselier, seigneur de Saint-Léger, sous la forme d'un long corps de logis cantonné de trois pavillons. C'est aujourd'hui une école primaire communale.
- Église Saint-Léger

- Mairie : réalisée en 1932, sur les plans de l'architecte amiénois, Claude-Antonin Dory[35].
- Salle des fêtes : construite en 1928 sur les plans de Claude-Antonin Dory qui réalisa également le décor de mosaïque et de sgraffite de la façade. Ce décor allégorique représente, un paysage idyllique dans lequel trois femmes ayant chacune comme attribut, un livre, une flûte ou une flûte de pan[36].
- Arbre de la Croix de Notre-Dame de Bonne-Garde : arbre classé monument naturel, le 24 février 1934[37]. Ce tilleul serait âgé de plus de 600 ans. Il est situé au nord du village en bordure du chemin menant au bois de Saint-Léger[38]. Le calvaire qui se trouvait à côté a été déplacé dans l'église au début du XXe siècle. Le tronc mesure 5,55 mètres de circonférence, sa hauteur est de 18 mètres. Sous le Second Empire, les habitants venaient en procession plusieurs fois dans l'année, notamment pour les Rogations auprès de cet arbre[39].

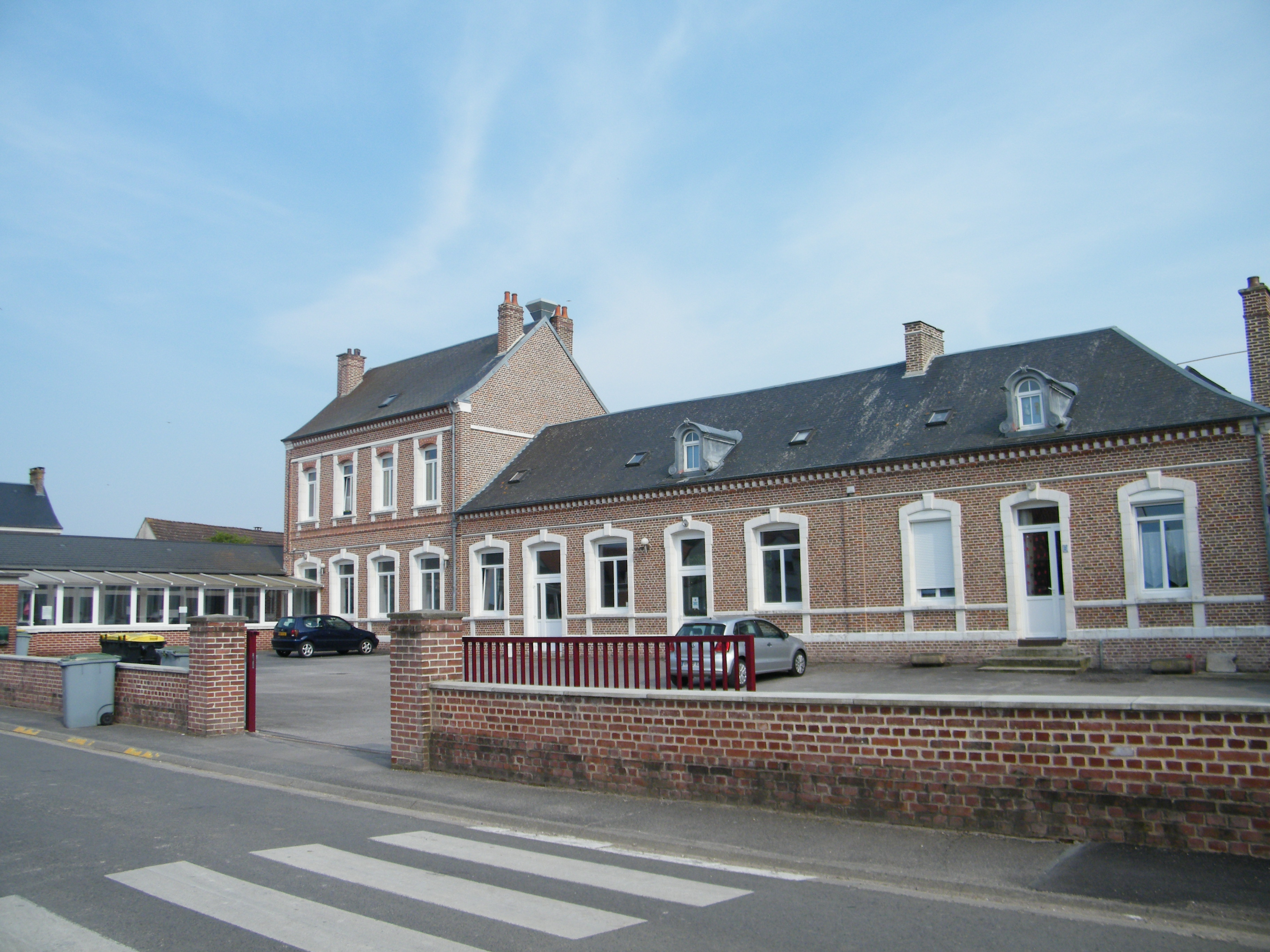
École des filles.
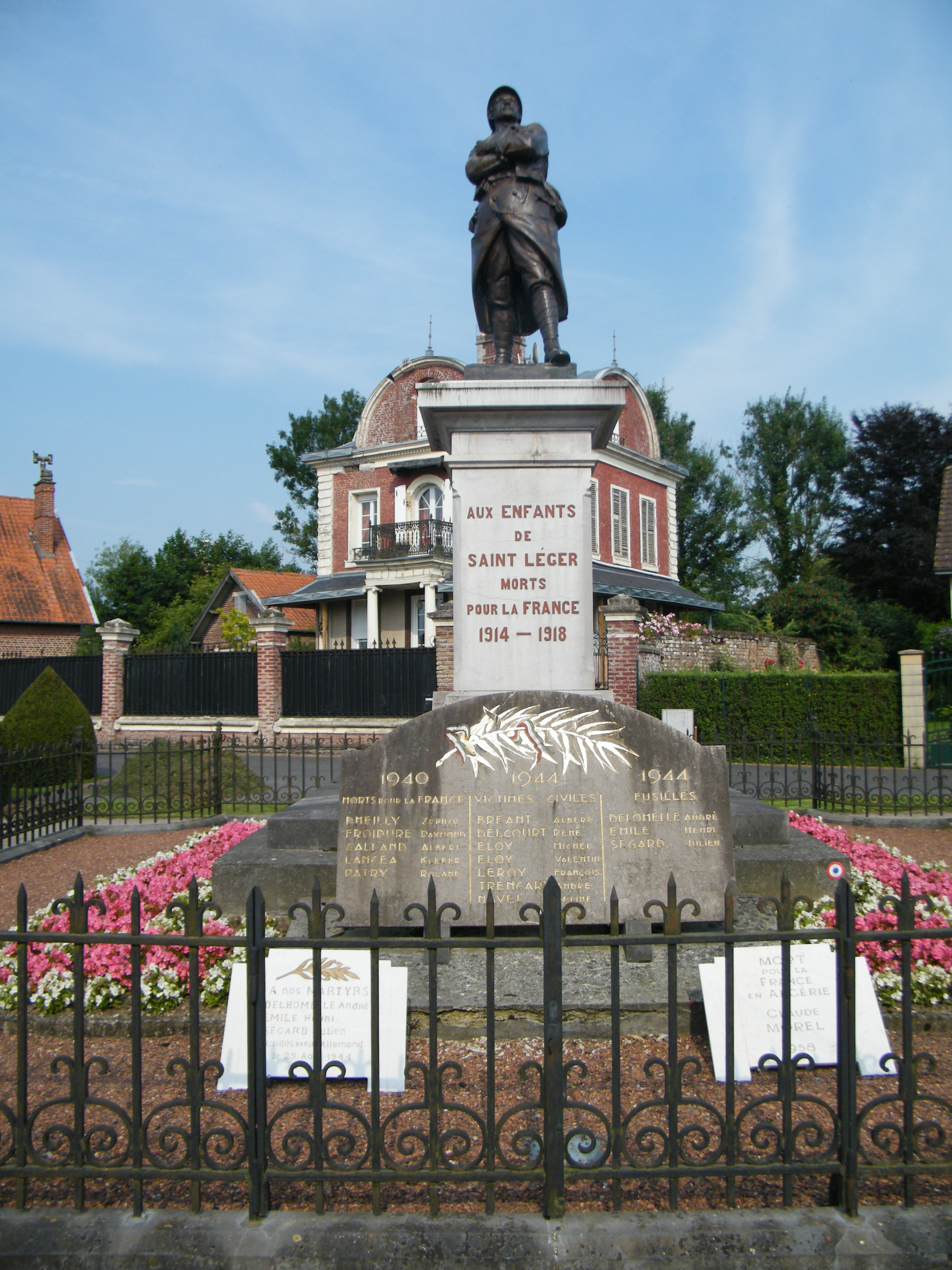
Monument aux morts.
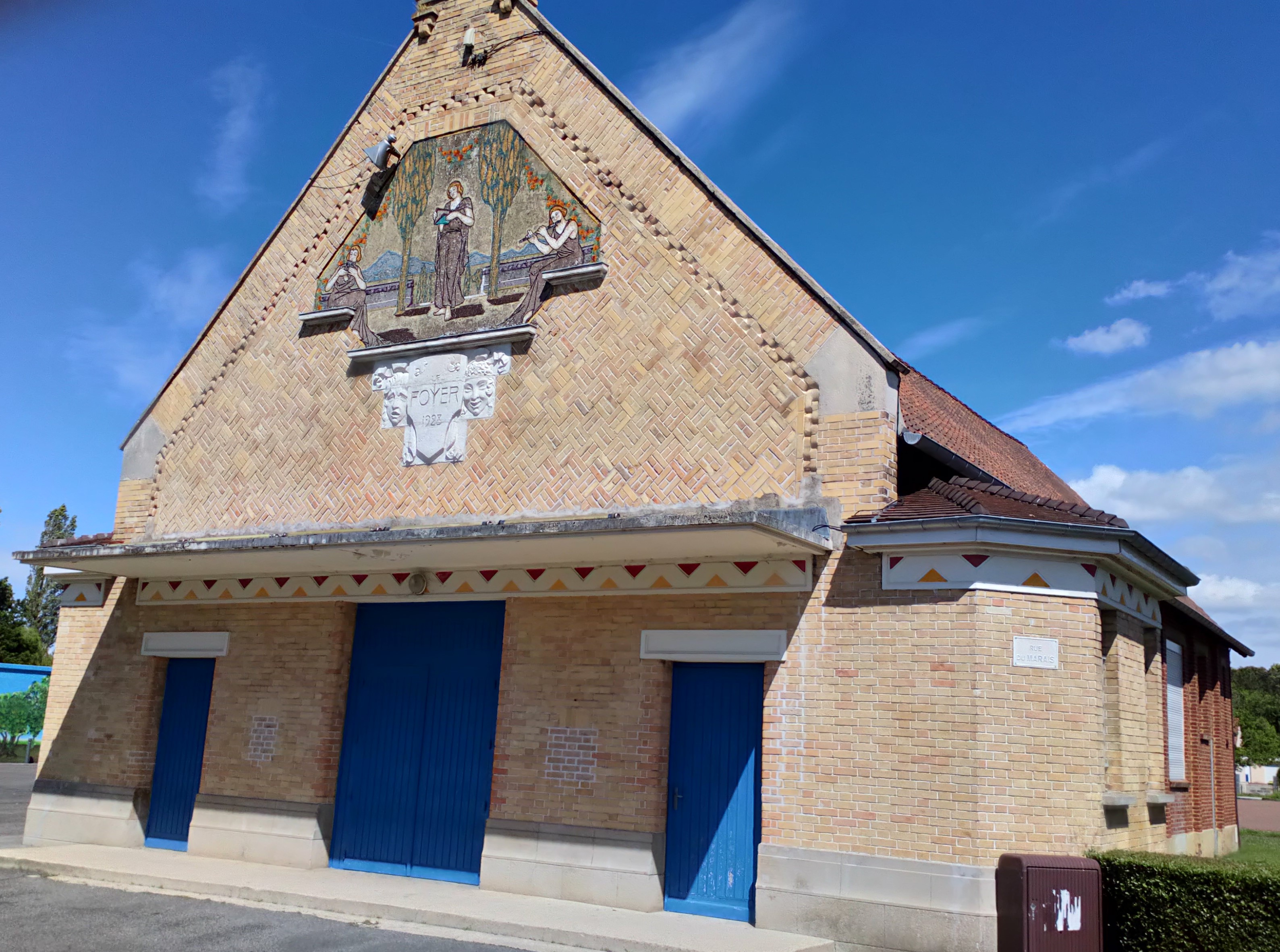
Salle des fêtes
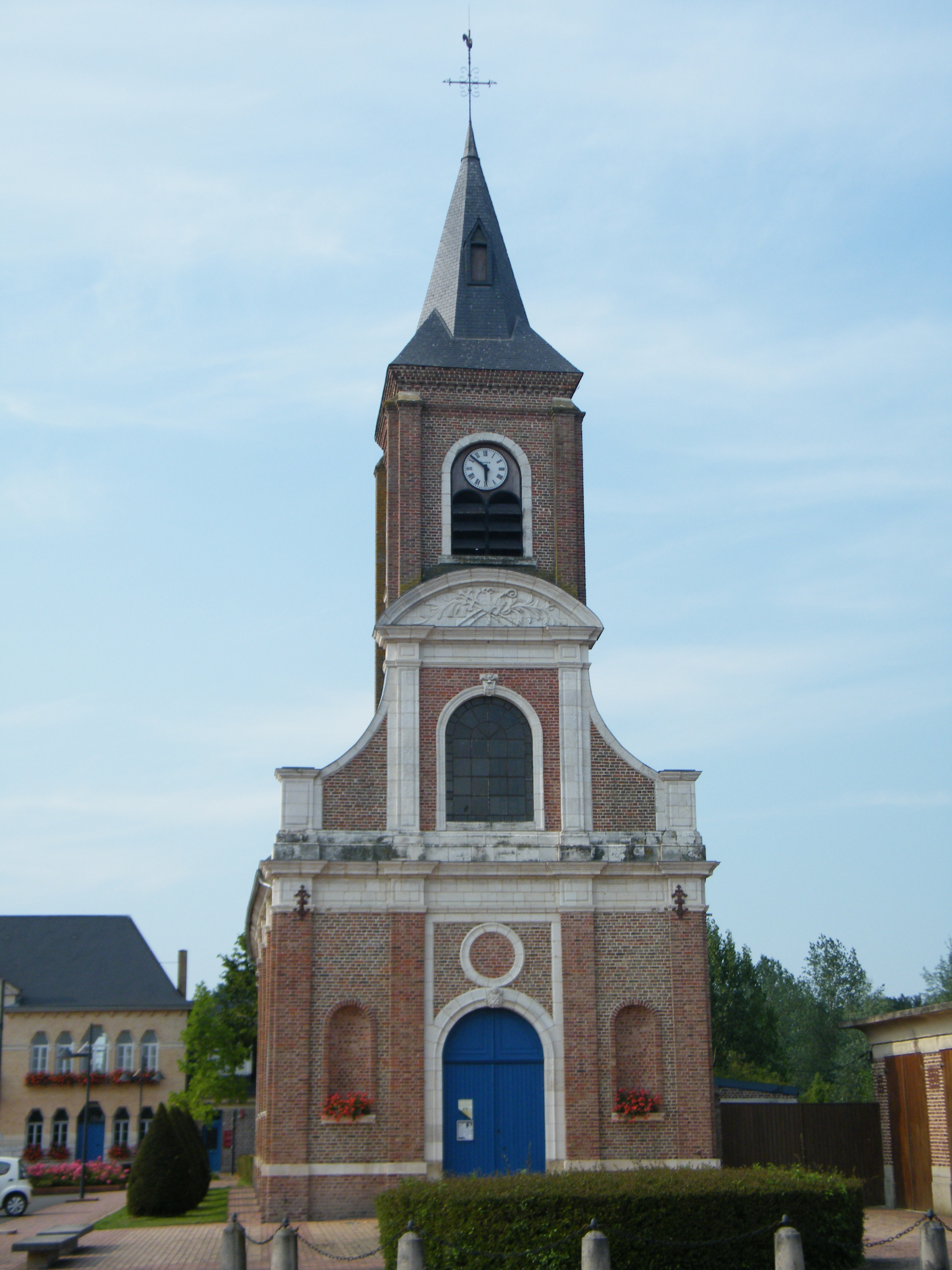
Église Saint-Léger.
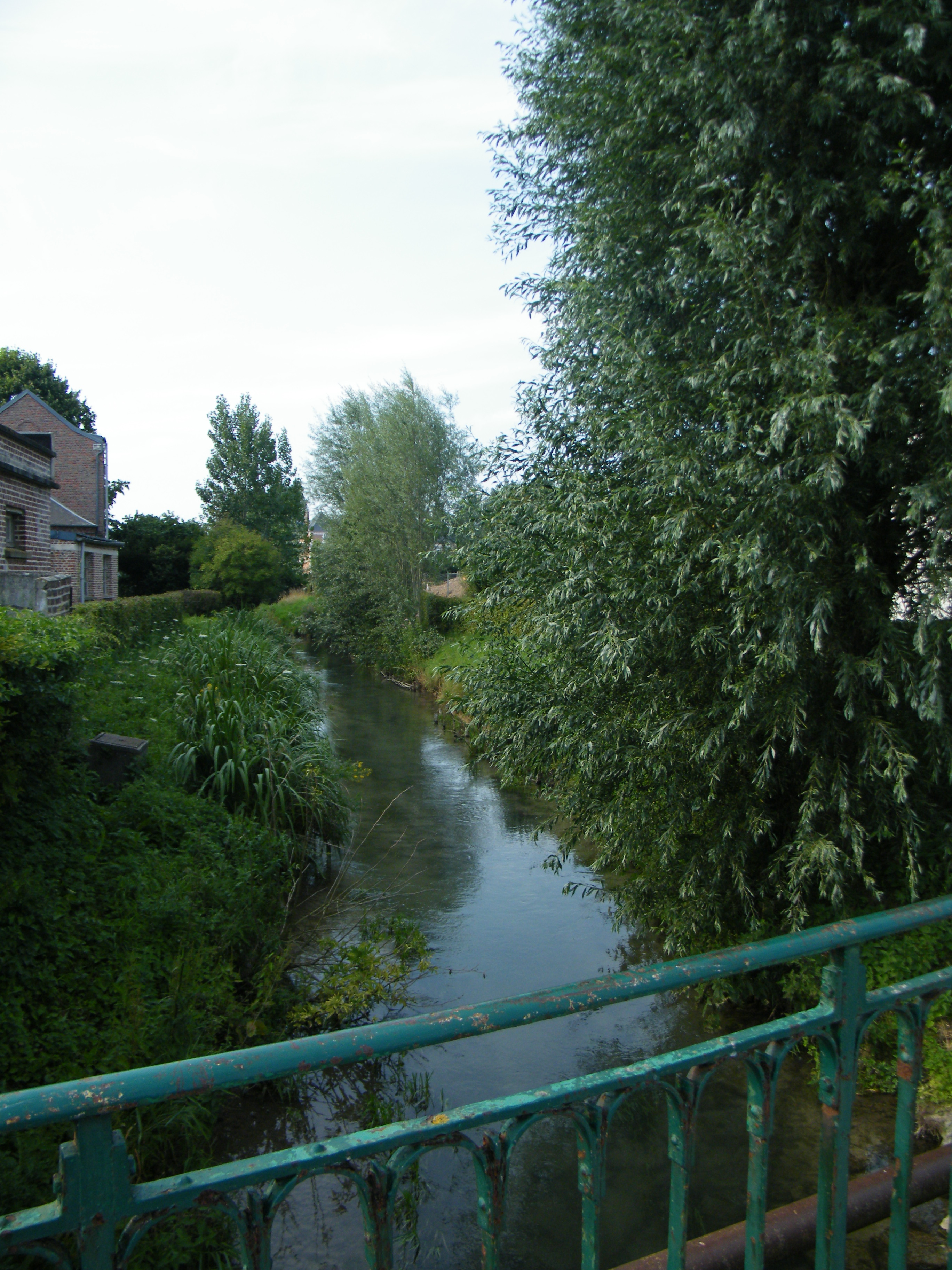
La Nièvre au cœur de Saint-Léger.
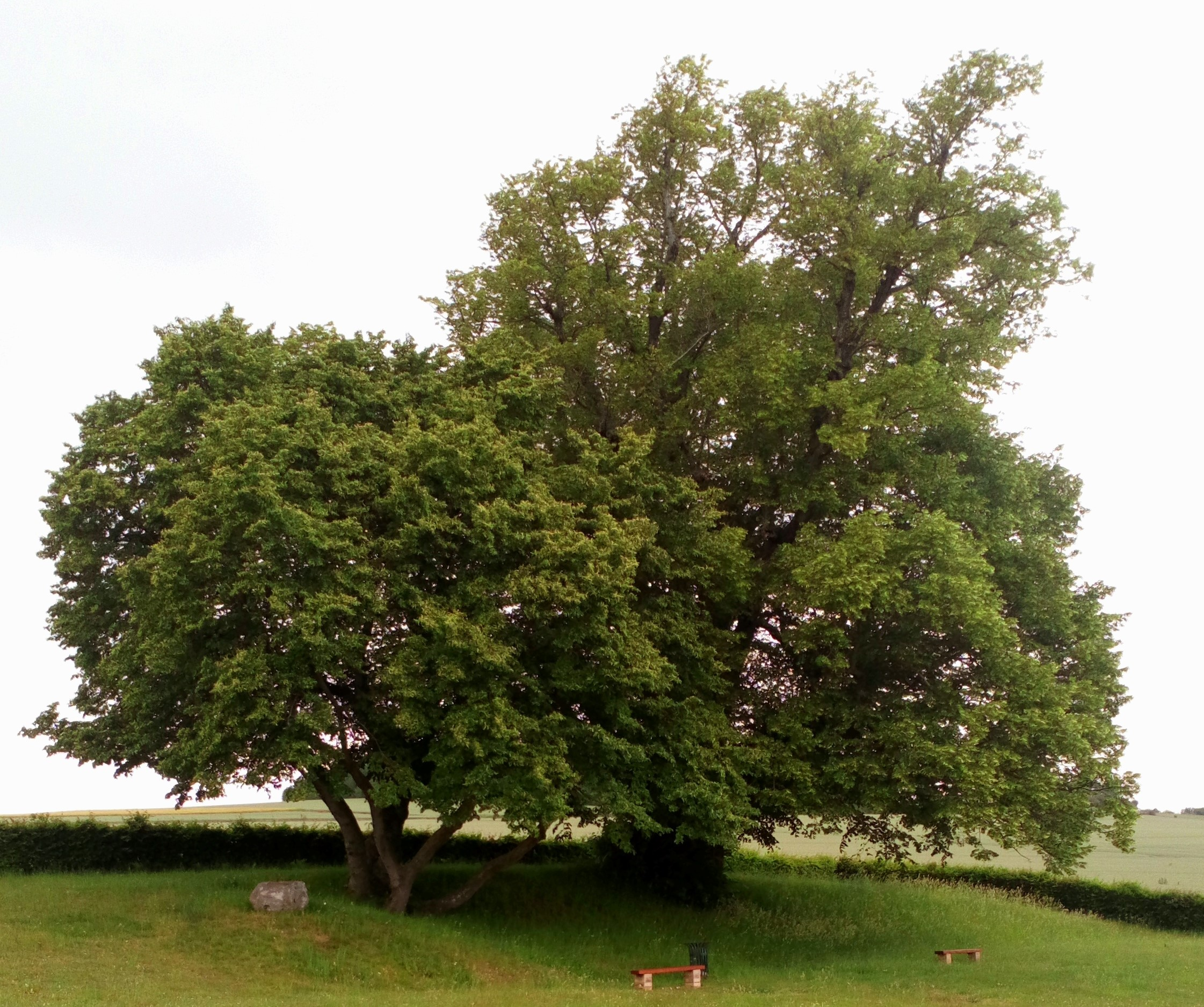
Arbre de la Croix Notre-Dame.

### Héraldique
|  | Le blason de Saint-Léger-lès-Domart a été créé en 1992 à l'occasion du jumelage de la commune avec West Mersea, ville du canton d'Essex, en Grande-Bretagne. Le 9 octobre 1993, est inaugurée une stèle sur laquelle sont sculptés les blasons des deux localités. Blasonnement : - Coupé au premier, d'azur au soleil d'or ; au second, d'or au tilleul arraché de sinople ; à la divise ondée d'argent brochant sur la partition. - La divise ondée représente la Nièvre, rivière qui a fait tourner jusqu'au XIXe siècle les roues de plusieurs moulins à farine, dont le moulin Clapet. - L'arbre représente le tilleul de la Croix de Notre-Dame de Bonne-Garde. - Le soleil, symbole de vie, peut rappeler la tradition des processions. |

Ornement extérieur :
- Croix de guerre 1939-1945 avec étoile de bronze « Pour les actes de courage, d'abnégation et de résistance face à l'occupation. Pour les morts et les destructions suite aux violents combats de 1940 et les bombardements de 1944. Pour les habitants tués ou déportés »[41].

### Personnalités liées à la commune
- Anatole Jovelet, sénateur, décédé à Saint-Léger. Une rue porte son nom.
- Robert Tyrakowski (1944-2008), entraîneur de l'équipe du foot du village (ES Harondel, 1990-1994).

## Pour approfondir